# Namajani
Namajani ist ein Verwaltungsbezirk (englisch Ward) des Distrikts Masasi in der tansanischen Region Mtwara.

## Geografie
Namajani liegt im Südosten von Tansania etwa 15 Kilometer Luftlinie westlich der Distrikthauptstadt Masasi. Der Bezirk grenzt im Norden und im Osten an Mlingula, im Süden an Mikangaula und Kamundi und im Westen an Msikisi und Namatutwe. Bei der Volkszählung 2022 lebten 16.079 Menschen in 4749 Haushalten auf einer Fläche von 103 Quadratkilometern.

## Gliederung
Der Bezirk besteht aus fünf Gemeinden (Mtaa) mit 26 Orten (Kitongoji):
| Namahinga - Majengo - Shuleni - Sokoni - Dukani - Tandika | Namajani - Maputo - Dodoma - Tankini - Magomeni - Zahanati | Amani Chiroro - Mijelejele - Migombani - Majengo - Kilimanihewa - Chimbo | Ngalole - Kilimanihewa - Migombani - Mnazimmoja - Tandika - Mbuyuni - Chang'ombe - Natepo | Migombani - Napanye - Namilasi - Wamiri - Napiche |

## Bildung
Die Namajani Secondary School ist eine staatliche weiterführende Tagesschule mit einer Ausbildung bis zur 4. Stufe.